# Szabadság – Különjárat
A Szabadság – Különjárat egy 2013-ban bemutatott magyar tévéfilm.
A történet két magyar fiúról és egyikük barátnőjéről szól, akik 1956 nyarán elhatározzák, hogy eltérítik a belföldi légijáratok egyikét, hogy így jussanak nyugatra.
Az alkotók a film külső jeleneteihez a világ utolsó működőképes Li–2-es típusú repülőgépét, a HA-LIX lajstromjelű, akkor már közel 65 éves (1949-ben épített) magyar gépét használták, a belső jeleneteket épített díszletben vették fel. A film megtörtént eseményeken alapul.

## Történet
|  | Alább a cselekmény részletei következnek! |

Az 1950-es években tömegek érezték úgy, hogy elviselhetetlen az élet az akkori Magyarországon, ezért sokan fontolgatták, hogy valamilyen módon el kellene hagyni az országot. Három, mindenre elszánt fiatal 1956 nyarán – alig három hónappal az 1956-os forradalom kitörése előtt – merész tervet dolgoz ki a disszidálásra: fejükbe veszik, hogy eltérítik a Budapest–Szombathely-légijáraton közlekedő Li–2 típusú repülőgépet, harcképtelenné teszik a fedélzeten tartózkodó államvédelmis tisztet és ily módon Nyugat-Németországba, Ingolstadtba irányítják gépet. Kockázatos tervük minden buktató ellenére megvalósul, de Nyugaton mégis csak ketten maradnak.
|  | Itt a vége a cselekmény részletezésének! |

## Közreműködők

### Szereplők
- Misi: Varju Kálmán
- Pacek: Lengyel Tamás
- Annus: Tenki Réka
- Halmai: Csankó Zoltán
- Szegedi: Epres Attila
- Banovich: Mohai Tamás
- Zsuzsa: Péter Kata
- Professzor: Fodor Tamás
- Professzorné: Takács Katalin
- Munkás: Szűcs Lajos
- Munkásnő: Pelsőczy Réka
- Magda néni: Rezes Judit
- Kislány: Beregszászi Eszter
- Dömötör: Thuróczy Szabolcs
- Ávós 1.: Horváth Illés
- Ávós 2.: Haumann Máté
- Pénztáros: Molnár Erika
- Nővér: Tóth Orsi
- Pincérnő: Sárközi-Nagy Ilona
- Ezredes: Bisztray Sándor

### Alkotók
- Rendező: Fazakas Péter
- Forgatókönyvíró: Köbli Norbert
- Zeneszerző: Parádi Gergely
- Operatőr: Nagy András
- Producer: dr. Lajos Tamás, Mink Tamás
- Vágó: Jancsó Dávid

## A történet háttere
A film az 1956. július 13-án ténylegesen megtörtént hasonló gépeltérítésen alapszik, amely a magyar légiközlekedés első fegyveres, civil gépeltérítése volt. [Olyan már 1949-ben megtörtént, hogy több légiközlekedési alkalmazott a rájuk bízott, utasokkal teli repülőgéppel együtt disszidált, 1951-ben pedig két ferihegyi repülőgép-szerelő „kötött el” egy Po–2 típusú gépet, amivel szintén Nyugatra menekültek, de ezek aligha tekinthetők civil gépeltérítéseknek.] Az elkövetők heten voltak – hat férfi és egy társnőjük –, közülük az ötletgazdák Iszák Ferenc újságíró és Polyák György leszerelt katonai berepülőpilóta voltak, akik egy bokszklubból ismerték egymást. Társként Iszák két ökölvívó tanítványát és a feleségét hívta el magukkal, Polyák pedig két vizsgázott vitorlázórepülő-pilóta ismerősét. A gép, amellyel utaztak, a HA-LIG lajstromjelű, 1947-ben Taskentben gyártott, ez idő tájt 21 személyes utasszállító gépként használt Li–2T típusú gép volt.
Az elkövetők a filmbeli eseményekhez hasonlóan egy jelszóra pattantak fel a helyükről, és a nyomozás adatai szerint az utasok közül többeket is alaposan helybenhagytak, mert nem tudták eldönteni, ki az ÁVH-s légimarsall. [Utóbbi, Doktor Elek egyébként éppen a pilótafülkében tartózkodott.] Ők a géppel – melynek időközben alaposan megcsappant az üzemanyagkészlete – Ingolstadt közelében a még el sem készült manchingi NATO-repülőtérre szálltak le. A kívülálló utasok többsége ott sem kívánt élni a „szabadság” lehetőségével, az eltérítőkön kívül csak egy házaspár kért menedékjogot, a többiek hazatértek.
Az elkövetőket itthon, távollétükben halálra ítélték, kint azonban hősként ünnepelték őket, Iszák és Polyák egyenesen Amerikában csinált karriert – előbbi katonai hírszerző, utóbbi a légierő pilótája lett. Emlékeit Iszák később könyvben is megjelentette, a film ennek felhasználásával született. Az eltérített repülőgépet rövid időn belül kivonták az utasforgalomból, 1957-ben áruszállításra alakították át, majd 1962-ben leselejtezték.